# ホンカニエミの戦い
ホンカニエミの戦いは冬戦争後期にカレリア地峡で行われた戦闘。戦況の悪化するカレリア地峡戦線でフィンランド軍がソ連軍に崩壊しかけていた戦線を突破されないために行った攻勢。冬戦争でフィンランドが戦車を投入し、ソ連戦車との間で戦闘になった、冬戦争でほとんど唯一の戦車戦といえる。

## 攻勢まで
第23師団はフィンランド第二の都市であるヴィープリ南東のニャイッキヤルヴィ湖の周辺に配置されていた。フィンランド第II軍の司令官ハラルド・オークィストはこの師団に第三猟兵大隊と後方から到着したばかりの第四戦車中隊を加えた。さらにまた第67歩兵連隊の第三大隊を第5師団から第23師団に移し、第23師団を更に補強した。フィンランド軍は第23師団を使っての攻勢を決定し、ヴォルデマー・オイノネン大佐の率いる第23師団は午後10時15分、クンナ少佐に率いられた第三猟兵大隊とヘイノネン大尉に率いられた第四戦車中隊が攻撃を始めた。
当初の計画ではこの反攻は六個歩兵大隊、四個砲兵大隊と第四戦車中隊で行う予定であった。しかし、急いで計画を実行に移す必要性があったため、参加する兵力を減らさざるを得なくなり四個歩兵大隊、二個砲兵大隊、第四戦車中隊で行うことになってしまった。

## 経過・顛末
2月25日から26日にかけて、第三猟兵大隊はホンニカエミの貯蔵庫から3kmの位置である、ヘポノトコ周辺にトラックで輸送された。4時になると大隊はそこから反撃開始地点までスキーで向かった。戦車中隊は50km遠方から行軍を始め、30分遅れて到着した。しかし、行軍の途中で思った以上の損害を出した。深夜の極寒の天候とそれによる路面の凍結などの影響を受け、当時フィンランド軍が保持していた13両のヴィッカース 6トン戦車のうち5両は途中でエンジントラブルなどの故障をきたし、行軍不可能になり放棄せざるを得なくなった。
戦車隊を攻撃的戦闘能力の主力とみなしたクンナ中佐は、残った戦車を第一、第二、第三の猟兵中隊に分けた。6両の戦車は猟兵を援護し二両は最初の陣地の左翼を支援した。攻撃開始は午前5時が選ばれていたが、砲兵大隊との協力に失敗し、攻撃は午前6時15分にずらされた。
6時15分、今度は砲兵大隊との連携協力は成功した。しかし今度は別の問題が起こった。予備砲撃の弾幕をはる際に、幾つかの砲弾が攻勢開始地点におち、この結果、30人のフィンランド兵士が死傷した。
二個砲兵大隊（第1大隊の第21砲兵連隊、第5砲兵連隊）による予備砲撃の後、攻撃が開始された。しかし、フィンランドは更に攻撃の出鼻をくじかれた。2両の戦車が行動不能に陥り、行動可能なフィンランド戦車は6両になった。これらの問題に次いで、更に、猟兵大隊は200mを進んだが、赤軍の凄まじい火力の前に進軍を止めざるを得なかった。左翼を保持していた第一猟兵中隊は、鉄道線を前進し超えるはずだったが超えることが出来なかった。主力であった第二、第三猟兵中隊は鉄道線から200m付近まで進んだがそこで進軍を止めた。
その後の戦闘は第四戦車中隊にとって最悪であった。戦車の一両は溝に突き刺さり、砲等がダメージを受け、初期位置に撤退した。残る五両の戦車はT-26、T-28に攻撃され、破壊された。ミッコラ小隊長の戦車は最も遠く500mほど進出し、ソ連の陣営内に突入した。フィンランド戦車のうちソヴィエト戦車を撃破した車両は二両のみであった。E・セッパラ軍曹の戦車はクルーが戦車を放棄するまでに二両のソ連戦車を撃破し、J・ヴィルニオ少尉の戦車は破壊されるまでに一両の戦車を撃破した。ソ連軍に与えた損害は戦車三両のみだった。

## 攻撃失敗、その後

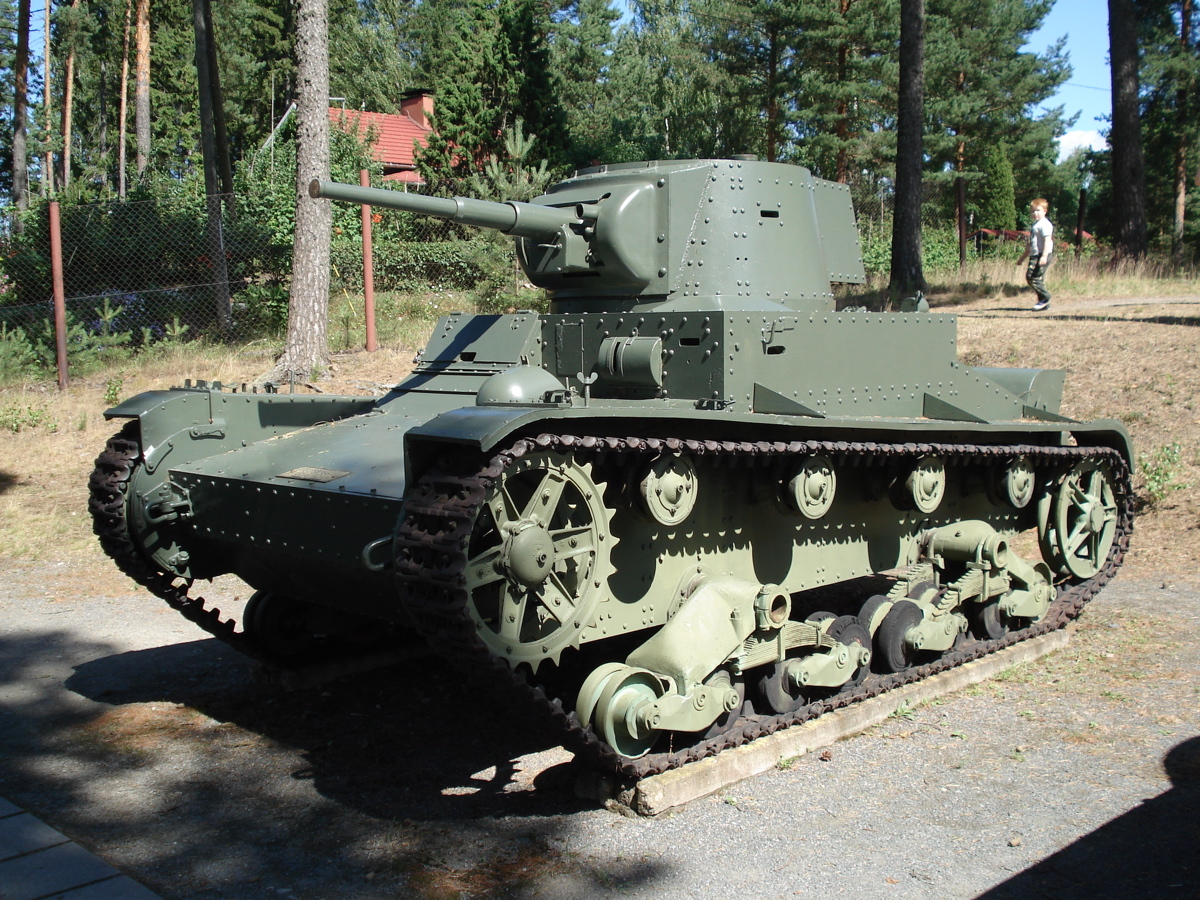
フィンランドに残っているヴィッカース戦車

クンナ大尉は午後10時に攻撃を中止し、撤退する命令を出した。フィンランド最初の戦車戦は失敗に終わった。この失敗の原因は訓練すらなく戦車戦未経験だったことや、イギリスから戦車を買い入れる際に砲、照準、無線や挙句の果てには運転席まで取り外して資金を節約したため戦車自体がちぐはぐだったこと等が原因と考えられる。(砲はスウェーデン、ボフォース製のものをとりつけた)。また無線の不備のため戦車同士の交信が不可能であり、個々の戦車がそれぞれの判断で戦わざるを得なかった。
全体の戦闘で下士官が一名戦死し、二人の将校と二人の下士官、三人の二等兵を失ったとされる。しかしながらこの攻勢で稼いだ時間で予備部隊を呼び寄せ、戦線崩壊は何とかまぬがれたのである。1940年2月27日、第四戦車中隊の生き残った8両の戦車は対戦車任務のためラウタランピ地区に後送された。